# (16094) Scottmccord
(16094) Scottmccord (1999 TQ222) – planetoida z pasa głównego asteroid okrążająca Słońce w ciągu 3,83 lat w średniej odległości 2,45 j.a. Odkryta 2 października 1999 roku.